# True Blood (sæson 1)
Den første sæson af den amerikanske tv-drama-serie True Blood havde premiere den 7. september 2008 og afsluttet den 23. november 2008. Den bestod af 12 episoder, som hver kører cirka 55 minutter i længde og blev for størstedelens vedkommende baseret på romanen Dead Until Dark, den første bog i The Southern Vampire Mysteries af Charlaine Harris. Historien foregår i den fiktive by Bon Temps i Louisiana, to år efter, at vampyrer har gjort deres tilstedeværelse kendt for menneskeheden, og følger telepatisk servitrice Sookie Stackhouse, mens hun forsøger at løse en række mord, der synes at være motiveret af et had til vampyrer.
Den komplette første sæson blev udgivet på DVD og Blu-ray den 19. maj 2009 

## Medvirkende og Karakterer

### Hovedpersoner
- Anna Paquin som Sookie Stackhouse
- Stephen Moyer som Bill Compton
- Sam Trammell som Sam Merlotte
- Ryan Kwanten som Jason Stackhouse
- Rutina Wesley som Tara Thornton
- Chris Bauer som Detective Andy Bellefleur
- Nelsan Ellis som Lafayette Reynolds
- Jim Parrack som Hoyt Fortenberry
- Adina Porter som Lettie Mae Thornton
- Carrie Preston som Arlene Fowler
- Michael Raymond-James som Rene Lenier
- William Sanderson som Sheriff Bud Dearborne
- Alexander Skarsgård som Eric Northman
- Lynn Collins som Dawn Green
- Lizzy Caplan som Amy Burley
- Lois Smith som Adele Stackhouse
- Stephen Root som Eddie Gauthier

### Biroller og Gæsteroller
- Todd Lowe som Terry Bellefleur (8 episoder)
- Kristin Bauer van Straten som Pamela Swynford De Beaufort (7 episoder)
- John Billingsley som Mike Spencer (4 episoder)
- Alec Gray som Coby Fowler (4 episoder)
- Aisha Hinds som Miss Jeanette (4 episoder)
- Dale Raoul som Maxine Fortenberry (4 episoder)
- Graham Shiels som Liam (4 episoder)
- Raoul Trujillo som Longshadow (4 episoder)
- Laurel Weber som Lisa Fowler (4 episoder)
- Jeremy Denzlinger som Wayne (3 episoder)
- Aunjanue Ellis som Diane (3 episoder)
- Kanin Howell as Chuck (3 episoder)
- Michelle Forbes som Maryann Forrester (3 episoder)
- Danielle James som Randi Sue (3 episoder)
- Michael McMillian som Reverend Steve Newlin (3 episoder)
- Caleb Moody som Royce Williams (3 episoder)
- John Prosky som David Finch (3 episoder)
- John Rezig som Deputy Kevin Ellis (3 episoder)
- Stacie Rippy som Cindy Marshall (3 episoder)
- Andrew Rothenberg som Malcolm (3 episoder)
- Danielle Sapia som Maudette Pickens (3 episoder)
- Jessica Tuck som Nan Flanagan (3 episoder)
- Deborah Ann Woll som Jessica Hamby (3 episoder)
- Avion Baker som Unge Tara (2 episoder)
- Tara Buck som Ginger (2 episoder)
- Patrick Gallagher som Chow (2 episoder)
- Labon K. Hester som Unge Jason (2 episoder)
- Karina Logue som Denise Rattray (2 episoder)
- Melanie MacQueen som Faye Lebvre (2 episoder)
- Kevin McHale som Neil Jones (2 episoder)
- Tess Alexandra Parker som Rosie (2 episoder)
- James Jean Parks som Mack Rattray (2 episoder)
- William Schallert som Sterling Norris (2 episoder)
- Zenali Turner som Unge Sookie (2 episoder)
- Cheyenne Wilbur som Bartlett Hale (2 episoder)
- Patricia Bethune som Jane Bodehouse (1 episode)
- Michael Bofshever som Orry Dawson (1 episode)
- Mehcad Brooks som "Eggs" Benedict Talley (1 episode)
- Zeljko Ivanek som Magnus the Magister (1 episode)
- Mariana Klaveno som Lorena Krasiki (1 episode)
- Adam Leadbeater som Karl (1 episode)
- Judy Prescott som Sue Ann Merlotte (1 episode)
- Stewart Skelton som Minister (1 episode)
- Martin Spanjers som Unge Sam (1 episode)
- Sharon Tay som Sharon (1 episode)
- Tanya Wright som Deputy Kenya Jones (1 episode)

## Episoder
| Serie # | Sæson # | Titel                        | Instruktør           | Forfatter(e)  | Original sendedato |
| 1 | 1       | "Strange Love"               | Alan Ball            | Alan Ball     | 7. september 2008  |
| Der er gået to år siden opfindelsen af syntetiske plasma TruBlood, der har tilladt vampyrerne at gøre deres tilstedeværelse kendt for menneskeheden. I den lille by Bon Temps i Louisiana, kæmper 25-årige servitrice Sookie Stackhouse med at være telepatisk og ikke være i stand til at kontrollere hvad hun høre, hos alle hun ser. Det er indtil 173-årige vampyr Bill Compton går ind Merlottes bar, hvor Sookie arbejder. Hun er straks tiltrukket af ham, og så da Mac og Denise Rattray, et par lokale bøller, senere angriber Bill med sølv og prøv at dræne hans blod, så de kan sælge det på det sorte marked. Men Sookie redder ham og driver Rattrays væk, hvorefter hun erfarer at Bill lige så interesseret i hende, men at hun ikke kan læse hans tanker, da hans hjerne er teknisk død. I mellemtiden er Sookie er bedste ven Tara Thornton fyret fra sit job, da hun skælder sin chef og en kunde ud og Sam Merlotte ansætter hende som den nye bartender. I mellemtiden har Sookie bror Jason Stackhouse en seksuel oplevelse med en ung kvinde ved navn Maudette Pickens, der nyder rå sex med vampyrer. Hun viser Jason en videooptagelse af hende med en skaldet, tatoverede vampyr og senere optager hun dem have rå sex. Den næste dag, bliver Jason arresteret af Sheriff Bud Dearborne og Detective Andy Bellefleur for mordet på Maudette, som er blevet dræbt natten før. Sookies bedstemor Adele spørger, om Sookie tror hun kan få vampyren Bill til at tale på hendes Efterkommere af den glorværdige død møde. Og på Merlottes det aften, accepterer Bill at møde hende på parkeringspladsen efter arbejde for at diskutere dette. Sookie kommer i en ophedet diskussion med Sam og Tara, der mener, at blive involveret med en vampyr kan være meget farligt, og Sookie fortæller dem begge at de skal holde sig ude af hendes liv. Efter arbejde bliver Sookie og Sam igen venner og alene på parkeringspladsen, bliver Sookie pludseligt og brutalt angrebet af Rattrays, de er ud efter hævn |         |                              |                      |               |                    |
| 2 | 2       | "The First Taste"            | Scott Winant         | Alan Ball     | 14. september 2008 |
| Rattrays slår brutalt Sookie, så hun ligger blødende på jorden. De er i færd med at dræbe hende, da Bill pludselig griber ind. Han dræber begge Rattrays og tager Sookie med til kanten af en sø, hvor han tilbyder hende noget af sit vampyr blod, som har særlige egenskaber, der gør at hun bliver helt helbrede med det samme. Sookie spørger ham om han vil være gæstetaler ved hendes bedstemor næste møde, og han accepterer det, og besøger hende i hendes hus den næste aften for at møde hendes familie. I mellemtiden bliver Jason vist en videooptagelse af ham og Maudette og det viser sig, at Jason troede, han havde kvalt hende ihjel under sex, men hun fjoller kun rundt med ham. Sherif Dearborne og Detective Bellefleur er ikke helt overbevist om at Jason ikke slog Maudette ihjel, men han bliver sidst løsladt. Tara vender hjem fra arbejde for at finde sin alkoholiserede mor gik ud på sofaen, og hun spørger hendes flamboyant fætter Lafayette, der også er Merlottes kok, og at tage hende med til en fest. Jason møder en gammel flamme og en anden af Merlottes servitricer, Dawn og de to tilbringer natten sammen. Den næste morgen, opdager han vampyrbidemærker på hendes hals. Sookie erfarer, at politiet fandt Rattrays lig i vraget af deres trailer, og har fastslået, at de blev dræbt af en freak tornado. Sookie oplever også i løbet af dagen, at hendes sanser er blevet forstærket af Bill blod. Den nat møder Bill, Adele, Jason og Tara i Sookie hus. Han tager hende med på en gåtur i den stjerneklar nat og de deler deres første kys. Den næste dag haster Dawn af sted for at nå på arbejde, og forlader Jason bundet på hendes seng. På Merlottes, hører Sookie, at pastor Theodore Newlin, grundlægger af den anti-vampyr kirke Fellowship of the Sun, sammen med sin kone og datter blev dræbt i en ulykke. Hun stiller spørgsmålstegn ved, hvor langt vampyrer er villige til at gå, hun løber til Bill hus for at spørge ham om episoden, da hun bliver standset af tre fremmede vampyrer, herunder den skaldede mand set i Maudette er sexfilm |         |                              |                      |               |                    |
| 3 | 3       | "Mine"                       | John Dahl            | Alan Ball     | 21. september 2008 |
| For at redde Sookie fra Malcolm, Diane og Liam, der er ved at ”æde” hende, hævder Bill at Sookie er hans menneske og erklærede "Sookie er min". Med Sookie sikker, for tiden i det mindst, tilbyder Malcolm at lade Bill ”drikke” af Jerry, et ungt menneske trioen bære rundt med dem som et stykke legetøj. Bill skal til at drikke, men Sookie kigger ind Jerry sind og ser at han har Hepatitis D, en infektion, der kun inficerer vampyrer. Nu er røvet for hans chance for at hævne sig for tabet af sin kæreste afhængighed til at vampyrblod, angriber Jerry Sookie men Bill stopper ham og slår ham ud. Diane ønsker at vide, hvordan Sookie vidste om Jerry intentioner, men Bill formår at få gruppen ud af døren, før de kan stille flere spørgsmål. Episoden efterlader Sookie rystet og med tvivl om hendes forhold til Bill. På Merlottes Sam og Tara lukker for natten og deler et par drinks. De taler om at være ensom og komme til et arrangement, hvor de har sex bare denne ene gang. Dawn vender hjem og hendes lille spil med Jason forvandler sig hurtigt til mere rå sex. Men, vel vidende at Dawn har været med en vampyr årsager at Jason mister sin erektion, og de to har en diskussion om sex med vampyrer, hvilket resulterer i Dawn true Jason med en pistol og smider ham ud af sit hus, hvilket Dawn nabo er vidne til. Bill aflægger Malcolm, Diane og Liam et besøg og fortæller dem at de skal forlade Sookie være. De kritiserer ham for hans mainstreaming og antyder, at den store åbenbaring ikke var en god idé. Tara vender hjem og bliver angrebet af sin alkoholiserede mor Lettie Mae, som kalder hende en hore og skræmmer Tara ud af huset. Hun tager over til Lafayette og ankommer, lige da en senator forlader hans "lejlighed" og spørger efter et sted at bo. Sookie har en drøm, hvor Bill tager hendes mødom, og efter en diskussion med Adele, beslutter, at hun burde give Bill endnu en chance. Jason går til Lafayette hus for at få nogle Viagra, men ender op med et lille glas med vampyrblod, som Lafayette instruerer ham i kun at tage en eller to dråber ad gangen. For at få det, må Jason danse foran et webkamera til Lafayette hjemmeside og Tara får et meget værdsat billede af Jason præstation. Sam beder Sookie om at svinge forbi Dawns hus, da hun ikke mødte op på arbejde. Sookie finder Dawns død krop spredt ud på sin seng. |         |                              |                      |               |                    |
| 4 | 4       | "Escape from Dragon House"   | Michael Lehmann      | Brian Buckner | 28. september 2004 |
| Sookie skrig om hjælp, og Jason tropper op med en buket blomster. Dawn nabo hører Sookie og da han ser Dawn krop, beskylder han Jason for at dræbe hende og han storme ud. Senere er en stor skare af politi og tilskuere samledes, herunder Arlene Fowler, en anden Merlottes servitrice, hendes kæreste Rene Lenier og Hoyt Fortenberry, som begge arbejde på Jasons vejarbejder besætning. Sam, der ejer blokken af huse, dukker op for at trøste Sookie lige før Mike Spencer, amtet retsmedicineren, og hans assistent Neil bringe Dawn krop ud. Andy Bellefleur tager Jason med ind til afhøring igen og Jason, husker, at han har et glas af ulovlige vampyrblod på sig, og sluger det hele. Halvvejs gennem hans afhøring, giver overdosisen af "V-juice" Jason et alvorligt tilfælde af priapisme. Han bliver reddet fra politiet af Tara, og efter at hun tager ham med hjem, forsøger Jason at skaffe sig af med sin erektion, men intet vil virke. Adele beder Sookie om at læse byens borgeres tanker for at finde beviser på, noget der vil rense hendes brors navn. Desperate for hjælp, går Jason til Merlottes for at se Lafayette, som ikke kan hjælpe ham. Efter at have fundet ud af Jason brug af V, insisterer Tara på at tage ham på hospitalet. For at hjælpe Sookie med hendes undersøgelse, tager Bill hende med til en vampyrbar i Shreveport kaldet Fangtasia. Sam advarer Sookie om farerne ved at hænge ud sådanne steder, men hun ignorerer dem og går alligevel. Da de ankommer til Fangtasia, bliver Bill og Sookie lukket ind af en gammel vampyr bekendt af Bills, Pam. På hospitalet, lyver Jason for lægen om at han ikke har taget noget medicin, og ikke ønsker at risikere en lægemiddelreaktion, lægen bruger en stor sprøjte til at dræne blodet ud af Jasons penis uden bedøvelse. På turen hjem, sover Jason og Tara mindes om deres barndom sammen, da Jason ville beskytte hende fra hendes mors beruset vold. Det lader til, at Tara er forelsket i Jason. På Fangtasia, bliver Bill og Sookie kaldt over af Eric Northman, en tusind år gammel Viking vampyr og ejer af baren. Sookie viser ham billeder af Maudette og Dawn og Eric afslører, at han sov med Dawn, men ikke Maudette. Sookie fornemmer, at et menneske er ved at blive drukket af på badeværelset lige før en politi-razzia på Fangtasia, og hun, Bill, Pam og Eric formår at flygte lige i tide. På deres vej tilbage til Bon Temps, bliver Bill stoppet af en politibetjent og situationen kommer ud af kontrol, og Bill glamours politibetjenten. Sookie er bange for Bill kommer til at slå ham ihjel, men han kører simpelthen efter advarsel politibetjenten om at være forsigtige næste gang, han stopper en person for mistænkt for at være en vampyr. Episoden ender med Sam lukker sig ind Dawns gamle hus og rullede rundt i hendes seng, sniffer og vrider sig som i seksuel ekstase.                      |         |                              |                      |               |                    |
| 5 | 5       | "Sparks Fly Out"             | Daniel Minahan       | Alexander Woo | 5. oktober 2008    |
| Bill og Sookie ankommer til Sookie hus, og de to har et skænderi om deres møde med politiet og Bill indrømmer, at havde hun ikke været der, ville han have fodret på politibetjenten. Bill lover aldrig at ringe til hende igen og tager afsted. Sookie taler med hende bestemor om hendes problem, og Adele siger, at hun ikke skal være bange eller mistænksomme over for ham, bare fordi han er anderledes. Tara er rasende på Lafayette for at sælge V-juice til Jason, og får ham til at love at undskylde. Da Jason kommer forbi, overbeviser Lafayette ham om at give vampyrblod chance og instruerer ham om hvordan man kan tage det ordentligt. På Merlottes, griber Sam hans mulighed med Sookie og beder hende om at gå med ham til efterkommere af den glorværdige død mødet, og hun siger ja. Hendes mistanke til Tara og hendes bror vækkes, da hun erfarer, at Tara løj for politiet for at give Jason et alibi for Dawn mord. Den aften på D.O.G.D. mødet, er en stor skare samlet i kirken for at høre Bill tale. Blandt dem er tre rednecks der hedder Chuck, Wayne og Royce, der skaber nogle problemer. Adele introducerer Bill, og han fortæller historien om tabet af sin ven Tolliver Humphries under borgerkrigen. Borgmesteren i Bon Temps giver Bill et fotografi af hans kone og børn, som vækker stærke følelser i Bill. Efter mødet, gå Sookie og Sam ud og drikker kaffe. Alt går godt, indtil samtalen kommer til vampyrer og Sam insisterer på, at Bill er farlig, uanset hvad hun mener om ham. På Merlottes fortsætter trioen af rednecks med at skabe problemer, da Royce sender en burger tilbage, og siger, den har aids. Dette medfører at Lafayette flyver i flint og smækker burger i drengens ansigt. Jason, Rene og Hoyt spiser ikke så langt væk og Hoyt undlader at hente en pige ved navn Randi Sue. En meget-stenet Jason bekender hans dybe kærlighed til Tara, der er smart nok til at vente, indtil han er ædru med denne samtale. Bill får besøg i sit hus af Sheriff Bud Dearborne og Andy, som spørger ham om morderne. Bill insisterer på, at ingen vampyr ville kunne modstå en krop fuld af menneskeblod, og da ofrene ikke var tappet for blod, kan morderen ikke være en vampyr. Efter de er gået, husker Bill, hvordan han blev forvandlet til en vampyr af en kvinde ved navn Lorena, da han var på vej hjem til sin familie. Hun tillader ham at se dem en sidste gang på afstand, men forsikrer ham, at hans gamle liv er forbi. Tara fanger Jason have sex med Randi Sue i gyden bag Merlottes, som rasende hende. Sookie tager en taxa hjem fra hendes triste date med Sam og finder hende bedstemor liggende på køkkengulvet, død og i en pøl af hendes eget blod. |         |                              |                      |               |                    |
| 6 | 6       | "Cold Ground"                | Nick Gomez           | Raelle Tucker | 12. oktober 2008   |
| Sam og Bill, begge meget beskyttende og territoriale, lover at våge over Sookie, der nægter at forlade huset hendes bedstemor, og hun delte. Så snart Mike Spencer har fjernet Adele krop, begynder Sookie skrubbe og tørre hendes bedstemors blod op. Andy og Bud drøfte sagen, og selvom Andy beklager sig over at de lod Jason Stackhouse gå, tvivler Bud på at han kunne myrde sin egen bedstemor. Den næste dag, holder Sookie en mindehøjtidelighed for Adele i huset, som er fuld af nysgerrige byfolk. Sookie mister kontrollen, da Maxine Fortenberry forsøg på at gøre plads i køleskabet ved at flytte den sidste pie Adele lavede før hun blev dræbt. Tara og Lafayette tage Sookie ovenpå og fortælle hende at ikke bekymre sig om at underholde folk nedenunder og til bare at føle, hvad hun føler. Sookie indrømmer, at hun ikke tror, hun føler noget som helst. Jason, har ikke hørt om hans bedstes død, dukker op på arbejde stenet på V og hører nyheden fra Hoyt og Rene. Han løb over til mindehøjtideligheden, storme ind på Sookie værelse og giver hende en lussing, skrigende, at det er hendes skyld. Tara skubber Jason ud, fortæller ham, at hun ikke engang ved, hvem han er længere. Tara forsøger at trøste hende, men skaden er allerede sket. Udenfor konfronterer Andy Jason og praktisk talt beskylder ham for at myrde Adele og Jason vælger Andy ned som om han ingenting vejer. Bedstemors begravelse den følgende dag er mere eller mindre en katastrofe. Jason inviterer hans og Sookie er fremmedgjorte onkel Bartlett, hvilket forværrer Sookie. Tara mor Lettie Mae dukker op og holder en tale om en kvinde, hun knap nok kendte, Jason fortsætter med at kæmpe med sin V-saft afhængighed og Sookie gør nar af sig selv, når hun ikke kan blokere for byens borgeres tanker og fortæller dem alle at " shut the fuck up! ”Da begravelsen er overstået, fortæller Lettie Mae, Tara at hun har en dæmon inde i hende, som får hende til at drikke, og hun har brug for penge til en djævleuddrivelse. Tara mener, at dette er latterligt og storme ud. Sam følger Sookie hjem, og hun fortæller ham, at hun ønsker at være alene. Endelig alene, tager Sookie kagen ud af køleskabet og til sidst lader hun, hendes sorg komme ud, hun spiser hulkende over hver bid. Tara tager Sam med tilbage til sit hotelværelse, og de har sex. Bagefter begynder Tara at føler sig i konflikt over hendes mors problem og lader Sam alene i rummet. Sookie løb til Bill hus, Bill hører hendes fodspor og samler hende op. I Bills hus, de er nøgne og Bills hugtænder kommer frem. Sookie fortæller ham, at hun vil have ham til at gøre det, og Bill begraver tænderne i hendes hals og begynder at drikke |         |                              |                      |               |                    |
| 7 | 7       | "Burning House of Love"      | Marcos Siega         | Chris Offutt  | 19. oktober 2008   |
| Efter at have taget Sookie blod og hendes mødom, ligger Bill og Sookie i blød i et varmt bad. Hun føler sig trygge nok til at afsløre en meget mørk hemmelighed. Da hun var en ung pige, blev hun misbrugt af sin onkel Bartlett, og hun lægger ikke mærke til det hadefulde, skræmmende udtryk i Bills ansigt. En desperat Jason forsøger at score mere V fra Lafayette, der smider ham ud og han siger, at han ikke vil sælge mere til en person, så uansvarlige som Jason. Han går til Sookie hus og forsøger at tage noget af Adele gamle sølv til at sælge, men Sookie stopper ham. Tara forsøg på at glatte tingene ud med Sam, og bliver afbrudt af et opkald fra en bank, hvor Lettie Mae laver en scene, og beskylder en medarbejder at være en snæversynet for ikke at give hende et lån til hendes eksorcisme. Tara slæber Lettie Mae væk, men ikke før Lettie Mae tilbyder at have sex med medarbejderen i bytte for penge. Efter dette, accepterer Tara at betale for Lettie Maes eksorcisme. Jason ender på Fangtasia, desperate efter V, og et tåbeligt forsøg på at købe fra vampyr bartenderen, Longshadow. En ung kvinde ved navn Amy Burley overhører dette, og foregiver at være hans kæreste, og får Jason udenfor fare med et løfte om V. Tara og Lettie Mae gå ind i skoven til en kvinde ved navn Miss Jeanette, en heksedoktor, der bor i et nedslidt bus og efter at have afleveret næsten 500 kroner, så får Lettie Mae hendes eksorcisme. Lige da de skal til forlade stedet, fortæller Miss Jeanette Tara, at hun også har en dæmon en værre end hendes mors, og at hvis hun nogensinde ønsker at leve et lykkeligt liv, skal hun have den manet i jorden. Tara griner dette fra, og de forlader stedet. På Merlottes, afslører Sookies humør efter den forrige nats begivenheder hende, og både Sam og Arlene er meget fordømmende over Sookie beslutning om at sove med Bill og lad ham drikke. Sookie fortæller alle i baren at de skal passe dem selv. I nattens mulm og mørke, jagter Bill onkel Bartlett, myrder ham og dumper hans lig i floden. På Merlottes smadder Malcolm, Diane og Liam stedet, og truer folkene der, men Bill dukker op i tide til at stoppe dem fra at såre nogen, hvilket de indvilger i men kun hvis han går med dem og holder op med at rode rundt med mennesker. Bill siger ja, og forlader Sookie knust. Amy og Jason ender hos ham, tager V og ender i seng sammen. Chuck, Wayne og Royce, er rasende over trioen bestående af vampyrer, og beslutter at dræbe dem. Sookie forsøger at få Sam til at gribe ind, men han nægter at blive involveret og ved daggry satte de tre rednecks ild til det hus, hvor Malcolm, Diane og Liam er bosiddende. Sookie søger i Bill hus i håb om at finde ham, men det gør hun ikke. Desperat, løber hun til vampyr trioens hus, for at ankomme lige da redningsfolk trækker fire brændt kister ud af de forkullede rester af huset |         |                              |                      |               |                    |
| 8 | 8       | "The Fourth Man in the Fire" | Michael Lehmann      | Alexander Woo | 26. oktober 2008   |
| Sookie tror at Bill er blevet dræbt i ilden, imens vågner Jason op sammen med Amy, og tror de havde sex, men det viser sig, at de simpelthen bare var på et V-trip. Jason åbner sig op til hende og fortæller om sine forældres tragiske dødsfald. Tara er overrasket over Lettie Mae tilsyneladende øjeblikkelig bedring og skændes med Sookie om Bill. Den nat, tager Sookie blomster til Bill grav. og da hun går hjem, bliver hun overfaldet af Bill, og de har sex. Den næste dag, introducerer Jason Amy til Merlottes og hun bliver ansat som ny servitrice, Sookie prøver at advare Jason om hende. Sookie og Bill er babysitter for Arlene børn og René frier til Arlene, der accepterer. Mike Spencer, retsmedicineren, identificerer den fjerde kroppen i ilden som Neil, hans assistent, der var hemmeligt en "fang banger". Sam bliver afhørt af Bud og Andy. Sam hævder, at han kommer fra en familie af naturister og løber nøgen gennem skoven en gang om året for at ære dem. Men Andy kontrol og finder ud af at Sam løj. Efter at have talt med Lafayette, begynder Tara at tro, at hun måske har brug for en djævleuddrivelse. Jason ser Amys mørkere side, da hun afslører, at hun har brug for mere V, men Lafayette vil ikke sælge det til ham. De beslutter at følge efter ham, og opdager, at han får sin V-saft fra en homoseksuel vampyr, Eddie. Bill finder Eric i hans badekar, der har brug for Sookie til at arbejde for ham. Tara går til Miss Jeanette for at få hendes eksorcisme. Efter Lafayette går, kidnapper Jason og Amy Eddie og skubber ham ind i Jasons lastbil. Sookie går modvilligt til Fangtasia, hvor Erik bruger hendes telepati til at finde ud af hvem der har begået underslæb. Sookie erfarer, at en kvinde ved navn Ginger ved, at pengene er, blev taget, men hendes hukommelse er blevet udslettet, hvilket betyder en vampyr må have stjålet dem. I det øjeblik, angriber Longshadow hende |         |                              |                      |               |                    |
| 9 | 9       | "Plaisir d'Amour"            | Anthony M. Hemingway | Brian Buckner | 2. november 2008   |
| Longshadow rækker ud efter Sookie og er ved at bide hende i halsen, da Bill spidder ham bagfra. Eric advarer Bill om at der vil være konsekvenser for at dræbe en vampyr for at redde et menneske. Jason er tydeligvis ked af at have kidnappet vampyren Eddie, men han og Amy tage ham tilbage til Jasons hus og kæder ham i kælderen alligevel. De begynder straks at bruge Eddie blod for at blive høj. I mellemtiden er Tara ikke helt overbevist om hun har brug for at få hendes dæmon uddrevet. Miss Jeanette giver hende en test: kig på sig selv i spejlet, og hvis hun kan tælle baglæns til ti, så tager hun fejl. Tara prøver det senere, men bliver afbrudt af hendes mor. Tara indrømmer senere, til Sam, at hun måske har brug for en djævleuddrivelse, og han tilbyder at betale for det. Sookie og Bill kommer tilbage fra Fangtasia og opdager, at Sookie kat er blevet myrdet. På Merlottes den næste dag, ”bider” Sookie af Andy for ikke at have fundet den morder, der er efter hende og Sookie finder en vis trøst i Amy, og de to begynder at op bygge et venskab. Derhjemme, viser Jason en lille venlighed mod Eddie og de to kommer til at tale om Eddie fortid som et menneske, og hvorfor han ønskede at være en vampyr. Eric, Pam og Chow, Longshadow afløser, drop ind hos Bill og meddeler ham, at han skal stilles for en vampyr domstol for at blive retsforfulgt for sine handlinger. De fire tager forbi Merlottes, hvor Bill spørger Sam om han vil våge over Sookie i hans fravær. Eric leverer en streng advarsel til folkene på Merlottes der handler om at blive for ”trygge” omkring vampyrer. En advarsel der leveres skarpt til Chuck, Wayne og Royce. Efter en tårevædet afsked, tager Bill af sted. Sookie og Tara lapper deres brudt venskab. Men det synes kortlivet, da Sookie tager Sam og Tara i at have sex, og løber ud. Et par minutter senere, går Sam efter hende, men er stanset af Andy, der konfronterer ham med løgnene om den naturist kolonien. Sam forsvinder ind i baren, og en border collie løber straks lige forbi Andy. Sookie går til Bill hus, og hunden dukker op der. Sookie beslutter sig for at beholde ham hos hende, og giver ham navnet Dean. Imod Amy ønsker, tager Jason nogle TruBlood med ned til Eddie. Sookie insisterer på, at Dean skal sove på sengen hos hende, og hun falder i søvn. Hun vågner midt om natten og finder ved foden af sengen, ikke en hund, men Sam, helt nøgen |         |                              |                      |               |                    |
| 10 | 10      | "I Don't Wanna Know"         | Scott Winant         | Chris Offutt  | 9. november 2008   |
| Sookie springer ud af sengen og løber ud på badeværelset, skrigende, at Sam er morderen. Han følger efter hende og tilstår at han er en shapeshifter, og han skifter til hunden og tilbage lige foran hende. Senere diskutere han og Sookie deres situation, og Sookie spørger ham, hvor mange flere overnaturlige væsner der er i verden, siger han, at der er mere end hun kunne forestille sig. Tara går tilbage til Miss Jeanette for at få hendes djævleuddrivelse, hvor hun får en mærkelig drik, der gør at hun hallucinerer en ung udgave af sig selv, som repræsenterer alle de negative følelser Tara forsøger at uddrive. Tara dræber hallucinationerne og Miss Jeanette trøster hende, og fortæller Tara, at det er over. Amy opdager Jasons bedrag, men beslutter sig for at tilgive ham, gå endda så langt som til at sige de skal begynde at behandle Eddie mere som et medlem af deres familie. Tara vender hjem for at dele den gode nyhed med sin mor, men Tara glæde er kort, da hun opdager, at Miss Jeanette er en bedrager, og har flydt Tara og hendes mor ipecacuana og peyote. Tara beslutter sig for at skjule sandheden for hendes mor. Lafayette får et besøg af senator set i mine. Han er på udkig efter V, men Lafayette har noget mere fysisk til ham. Sam mindes om den første gang han nogensinde shapeshifted som teenager. Da han kom hjem fra skole den næste dag, havde hans adoptivforældre pakkede deres ting og forladt ham. Den nat, er der en forlovelsesfest i Merlottes for Arlene og Rene og næsten hele byen er der, men Sookie er ensom der uden Bill, der er blevet taget for en vampyr domstol, hvor en hensynsløs Magister deler ud retfærdighed. Tara har fået for meget at drikke, skændes med Sam og storme ud. På vejen, drejer hun for at undgå at ramme en nøgen kvinde der går tur med et stort svin, og ender med at blive arresteret. Andy kommer tættere på sandheden om Sam, Sookie har en vision om en ung kvinde der bliver myrdet, og morderen angriber pludseligt hende, men hun formår at undslippe morderens kløer. Lafayette erfarer, at Jason har gjorde noget ved Eddie og langer ud efter ham for at være hensynsløs. Han og Amy skændes om Eddie. Jason ønsker at befri ham, men Amy er bange for ham og for at miste Jason, så hun spidder Eddie lige foran Jason. Magisteren har en kreativ straf til Bill: han skal lave en ung teenager ved navn Jessica til en vampyr. Og selv om Bill beder Magister om ikke at få den straf, er det den idømte straf, og episoden slutter med Bill drikker af hende |         |                              |                      |               |                    |
| 11 | 11      | "To Love Is to Bury"         | Nancy Oliver         | Nancy Oliver  | 16. november 2008  |
| Som en del af vampyr ritualet, begraver Bill Jessica krop i jorden, og venter på at hun forvandles. Efter at være blevet angrebet på Merlottes, endnu engang har Sookie Sam bo hos hende for beskyttelse og de to begynder at vokse meget tættere i Bill fravær. Jason hjælper Amy med at rydde op i rodet Eddie død efterladt og kræver, at hun skildrer sig af med hver eneste dråbe af V-saft i huset. Den næste morgen, søger Sookie efter den unge kvinde, hun så i sin vision. Med Sams hjælp, spor Sookie kvinden (hedder Cindy) ned til en tærte butik. De lærer fra en af personerne, at Cindy var en fangbanger og at hendes bror, Drew Marshall, forsvandt kort efter hendes død under mistænkelige omstændigheder. Jason betror sig til René og Hoyt om Amy er V-juice vane. Sam og Sookie overtaler en vanskelig politibetjent til at give dem oplysninger om Drew Marshall, og han lover at faxe et billede igennem til Bon Temps politistationen. Efter at have set hans senator ven i tv-kampagne mod vampyr og homoseksuelle rettigheder, konfronterer Lafayette ham om hans løgne. Amy klokkere Jason et dejligt måltid og de to tilgiver hinanden. På vejen hjem, betror Sookie til Sam, at hun tror hun er forelsket i Bill, men udtrykker tvivl om hans loyalitet til hans vampyr kolleger. Jason og Amy beslutter at tage V sammen en sidste gang, og mens de er gået ud som et lys, sniger morderen sig ind i deres soveværelse og kvæler Amy til døden. I mellemtiden, vågner Jessica og kravler op af jorden. Bill forsøger at formidle sin visdom om at være vampyr, men hun viser sig at være ulydig, og alt for ophidset over smerter i nakken. Lettie Mae nægter at redde Tara ud af fængslet, fordi hun er til fare for hendes sjæl. Jason vågner op for at finde Amy død og ringer til politiet. Bill, har brug for at komme tilbage til Sookie, og efterlader Jessica hos Eric. Tara bliver reddet ud af fængslet af en kvinde ved navn Maryann Forrester, der tager Tara med hjem til hendes overdådige hjem. I Sookie hus, ender Sookie og Sam med at kysse, lige som Bill kommer og han angriber Sam. Efter at have set Bills onde side, ophæver Sookie hans invitation til hendes hus og døren smækker i for ham. Jason bliver taget i politiets varetægt, og siger, at han ikke ønsker at andre skal komme til skade. En sladderagtige og distraheret sekretær sladder i telefonen, og lægger ikke mærke til telefaxen af Drew Marshalls foto, der begraves under en bunke papir. Det er Rene. |         |                              |                      |               |                    |
| 12 | 12      | "You'll Be the Death of Me"  | Alan Ball            | Raelle Tucker | 23. november 2008  |
| Sookie forklarer Jason, at hun mener, hun har fundet identiteten på morderen, der har myrdet kvinderne i Bon Temps, men Jason får hende fjernet fra fængslet, nægter at lytte til hende. Maryann fortsætter med at trøste Tara og taler med hende om hendes problemer, vinder hendes tillid. En repræsentant for Fellowship of the Sun ved navn Orry besøg Jason i fængsel, og giver ham noget litteratur om Fellowship, og forsøger at overbevise Jason, at selv om han har dræbet kvinder, så var hans motiv ren, fordi de alle var tilhængere af vampyrer. Tara mødes Benedict "Eggs" Talley, en anden person, Maryann har taget ind under påskud af at hjælpe ham med at genopbygge sit liv. De begynder at blive interesserede i hinanden. Sookie, der arbejder på Merlottes, bliver overvældet af de fornærmende og hadefulde tanker alle Borgerne tænker om hendes bror og beder Sam om tilladelse til at forlade stedet. Hun er ikke er i stand til at starte sin bil, og da hun bliver vred, dukker Rene op og tilbyder hende et lift hjem. Sam finder Renés vest og lugten fra den, får ham til at indser der kan være en forbindelse imellem Rene og morderne. I Sookie hus, opdager Sookie, at René er morderen ved at læse hans tanker og forsøger at skyde ham, men Rene har tømt hendes bøsse. Hun løber ind på kirkegården med René bagefter. Bill risikere sit liv ved at gå ud i solen i et forsøge på at komme Sookie til undsætning, men han svækkes hurtigt og bliver alvorligt såret ved afbrænding. Sam vises sig, i form af en hund, bider Rene for at distrahere ham. Sookie angriber Rene med en skovl, der sluttede med hans halshugning. Sam og Sookie opdager Bill, svag og brændende, og hurtigt begraver de ham. Senere bliver Sookie trøstet af hendes venner og af Jason, som er blevet løsladt fra fængslet efter opdagelsen af den virkelige morder. Bill kommer, fuldstændig helet, og de to deler et ømt øjeblik. På Merlottes, er Andy Bellefleur ked og deprimeret efter hans mislykket forsøg på at løse sagen, og begynder at drikke. Mens Lafayette rengør udenfor, bliver han angrebet af en ukendt Entitet. Bagefter hjælper en af Merlottes medarbejder Andy hen til hans bil, som han mener, er blevet flyttet, og de opdager et lig på bagsædet |         |                              |                      |               |                    |

## Sæson 1 slut krediteret sange
Sange fra sæson 1 slut krediteret i rækkefølge efter episode nummer.
1. Little Big Town – "Bones"
2. Vallejo – "Snake in the Grass"
3. Charlie Robison – "Good Times"
4. Lynyrd Skynyrd – "That Smell"
5. Nathan Barr – "The Cabin"
6. Mark Seliger’s Rusty Truck – "Cold Ground"
7. Cobra Verde – "Play with Fire"
8. Eagles of Death Metal – "I Want You So Hard"
9. Rufus Thomas – "Walking the Dog"
10. Dr. John – "I Don’t Wanna Know about Evil"
11. Gillian Welch – "Pass You By"
12. Crooked Still – "Ain't No Grave"